# 約翰·史塔威爾
約翰·史塔威爾·山繆四世（英語：John Stockwell Samuels IV，1961年3月25日—）是一名美國男演員、導演、製片人和編劇。參演過的著名作品如電影《克麗絲汀魅力》（1983年）、《城市管制》（1985年）、《捍衛戰士》（1986年）和《輻射噩夢》（1985年）。
除了表演外，史塔威爾也是名導演，著名執導作品如《益智風雲》（2000年）、《美麗痴狂》（2001年）、《碧海嬌娃》（2002年）、《深海尋寶》（2005年）和《唯我獨尊：復仇》（2016年）。

## 早期生活
約翰·史塔威爾出生於德克薩斯州加爾維斯敦，是律師的兒子。他的姊姊是歷史學家伊芙琳·韋爾奇，而侄女是歌手兼作詞人弗洛倫斯·韋爾奇。

## 個人生活
史塔威爾的妻子為廚師兼外燴商海蓮·亨德森（Helene Henderson）。他們有三個孩子。

## 外部連結
- John Stockwell在互联网电影资料库（IMDb）上的資料（英文）